# 高瀬暢彦
高瀬 暢彦（たかせ のぶひこ、1933年2月22日 - ）は、日本の法学者。日本大学名誉教授。専門は法哲学、基礎法学、日本近代法史。明治期の政治家である金子堅太郎研究の第一人者とされる。
日本大学大学院法学研究科私法学専攻修了。日本大学法学部教授を務め、筑波大学第三学群講師、埼玉大学経済学部講師を兼任した。

## 著書

### 単著
- 『法的統制の理論』八千代出版、1972年。
- 『司法書士試験のための民事訴訟法』週刊住宅新聞社、1978年。ISBN 978-4784853137。
- 『司法書士試験のための民事執行法』週刊住宅新聞社、1980年。ISBN 978-4784853144。
- 『民事執行法』評論社、1986年。ISBN 978-4566071223。
- 『法学学習読本』評論社、1990年。ISBN 978-4566061415。
- 『司法書士試験のための民事訴訟法・民事保全法』週刊住宅新聞社、1993年。ISBN 978-4784843138。
- 『金子堅太郎研究』日本大学精神文化研究所〈日本大学精神文化研究所研究叢書〉、2002年。

### 共著
- 鈴木健二、高瀬暢彦『ためになる話 : 新しい生命の誕生を応援します』生命尊重センター、1997年。

### 編著
- 松岡康毅 著、高瀬暢彦 編『松岡康毅日記』日本大学精神文化研究所〈日本大学精神文化研究所研究叢書〉、1998年。
- 金子堅太郎 著、高瀬暢彦 編『金子堅太郎自叙伝』日本大学精神文化研究所〈日本大学精神文化研究所研究叢書〉、2003年。

## 翻訳
- アンリ・レヴィーブルュール 著、杉剛・高瀬暢彦 訳『法社会学』白水社、1972年。ASIN B000J9J3WS。
- ジョン・パウエル 著、高瀬暢彦 訳『静かなるホロコースト―小さな生命の叫び』女子パウロ会、1984年。ISBN 978-4789601757。